# Зґвалтування знайомими
Зґвалтування знайомими — зґвалтування, вчинене особою, яка знає жертву. Прикладами знайомих є хтось, з ким жертва зустрічається, однокласник, колега по роботі, роботодавець, член сім'ї, чоловік/дружина, консультант, терапевт, релігійний діяч або лікар. Зґвалтування через знайомство включає підкатегорію інцидентів, які називаються зґвалтуваннями на побаченнях, у яких беруть участь люди, які перебувають у романтичних або сексуальних стосунках між собою. Коли студент коледжу вчиняє зґвалтування іншого студента, іноді використовується термін «зґвалтування в кампусі».
Більшість зґвалтувань вчиняє особа, знайома жертві. Однак про зґвалтування знайомим рідше повідомляють, ніж про зґвалтування незнайомцем. Таким чином, кримінальна статистика часто недооцінює поширеність зґвалтувань через знайомство порівняно з національними опитуваннями. Правові наслідки зґвалтування знайомим є такими ж, як і для зґвалтування незнайомцем.
Дослідження, що розрізняють зґвалтування незнайомими людьми та зґвалтування, здійснене особою, відомою жертві, сягають 1950-х років, коли дослідження, що вивчило документи про зґвалтування американської поліції за 1958 і 1960 роки, виявило, що близько половини з них нібито було вчинено людьми, які знали своїх жертв. Фразу «зґвалтування знайомими» вперше використала у пресі в 1982 році письменниця та активістка-феміністка Даяна Рассел.:395 Вона використовувала його як загальний термін для охоплення всіх зґвалтувань за участю людей, які знають одне одного, у своєму описі дослідження 930 жінок у Сан-Франциско, у якому вона виявила, що 35 % повідомили, що зазнали зґвалтування або спроби зґвалтування знайомим, порівняно з 11 %, які повідомили, що їх зґвалтували незнайомці. У 1988 році американська письменниця-феміністка Робін Воршоу опублікувала «Я ніколи не називала це зґвалтуванням», першу велику книгу про зґвалтування знайомими.

## Поширеність
Більшість зґвалтувань вчиняє хтось із знайомих жертви. У Сполучених Штатах Національна мережа проти зґвалтувань, насильства та інцесту (RAINN) повідомила, що 45 % сексуальних насильств скоєно знайомими, а ще 25 % — нинішнім або колишнім інтимним партнером.
Дослідження 30 переважно європейських країн, проведене Дослідницьким інститутом ООН у 2004—2005 роках, виявило, що близько половини жертв зґвалтувань знали своїх ґвалтівників, більше третини — по імені. 17 % були колегами або начальниками, 16 % близькими друзями, 11 % колишніми партнерами та 7 % нинішніми партнерами. У великому дослідженні Європейської комісії у 2009 році випадків зґвалтувань у Європі було виявлено, що 67 % ґвалтівників були знайомі жертві, причому більшість з них були нинішніми чи колишніми партнерами. У Європі найпоширенішим місцем зґвалтування є будинок жертви чи ґвалтівника.
У США зґвалтування за знайомством часто приймає форму зґвалтування на побаченні або групового зґвалтування. Опитування 1987 року серед 7000 учнів 25 шкіл показало, що кожна четверта особа була жертвою зґвалтування або спроби зґвалтування, а 84 % з них знали свого нападника. Те саме дослідження показало, що 16 % осіб, які зізналися в зґвалтуванні, і 10 %, які зізналися в спробі зґвалтування, сказали, що не діяли самі. У 1985 році Асоціація американських коледжів опублікувала доповідь, в якій описувалося те, що тоді називали «поїздами», у яких кілька студентів-чоловіків ґвалтують жінку, яка втратила дієздатність від наркотиків або алкоголю. У дослідженні 24 задокументованих випадків передбачуваних групових зґвалтувань у коледжі, про які повідомлялося в 1980-х роках, 13 були скоєні членами братства, дев'ять групами спортсменів і два чоловіками, які не пов'язані з офіційною групою. У Національному жіночому дослідженні США 20 % ґвалтівників були описані як друзі, 16 % як чоловіки, 14 % як хлопці та 9 % неродичі, такі як різноробочі, колеги та сусіди.
Дослідження зареєстрованих у 1992 році зґвалтувань у центрі міста та передмісті Йоганнесбурга, Південна Африка, виявило, що 80 % зґвалтувань дорослих жінок були скоєні незнайомцями, часто чоловіками, які викрадали їх під прицілом зброї по дорозі на роботу або вривалися до їхніх будинків. Проте більшість зґвалтувань дівчат віком до 16 років вчиняли знайомі їм люди, як правило, родичі чи друзі, а іноді й члени банди.
В Індії кампанії по боротьбі зі зґвалтуваннями, як правило, зосереджені на «зґвалтуванні під вартою»: тобто зґвалтуванні жінки чоловіком, який займає посаду опікуна з вищим статусом, ніж її, наприклад орендодавцем, поліцейським або роботодавцем.
Дослідження Всесвітнього інституту охорони здоров'я 2005 року показало, що в Ефіопії майже всі випадки сексуального насильства вчиняються чоловіком або хлопцем жертви.

## Типи
Зґвалтування знайомими — це широка категорія, яка включає всі зґвалтування, за винятком тих, які були вчинені людьми, раніше невідомими жертві зґвалтування. Зґвалтування знайомими за визначенням включає всі зґвалтування на побаченнях, подружні та інші сімейні зґвалтування, а також зґвалтування, вчинене такими людьми, як однокласники, колеги по роботі, друзі, сусіди, а також люди, які займаються бізнесом, працюють чи сторожують. Тюремні зґвалтування, групове зґвалтування, зґвалтування дітей і розбещення часто також є формами зґвалтування за знайомством. Воєнне сексуальне насильство та корекційне зґвалтування підпадають під категорію зґвалтування через знайомство, якщо сторони зустрічалися до зґвалтування.
Зґвалтування домашніх робітниць/ків та мігранток/ів їхніми роботодавцями повідомлялося в багатьох країнах, включаючи Кувейт, Об'єднані Арабські Емірати, Саудівську Аравію, Малайзію, Сінгапур та Індонезію.

### Сексуальне насильство в кампусах
Хоча зґвалтування на побаченні є підрозділом зґвалтування під час знайомства, багато досліджень, проведених на вибірках студентів коледжів, включають як знайомих, так і партнерів по побаченню в одну категорію. Усі наступні дослідження віктимізації від зґвалтувань серед студенток, наведені в цьому підрозділі, включають знайомих, які не є членами сім'ї (наприклад, членів сім'ї, друзів або одногрупників), а також партнерів по побаченню (наприклад, хлопців) у питаннях про характеристики злочинця. Деякі дослідження підрахували, що 90 % зґвалтувань, скоєних щодо жінок студентського віку, є зґвалтуваннями за знайомством (Crawford та ін. 2008; Fisher та ін. 2000). Дослідження 2007 року, проведене Національним центром дослідження та лікування жертв злочинів, який опитав національну репрезентативну вибірку з понад 5000 жінок, у тому числі 3000 студенток, показало, що серед студенток понад 50 % насильницьких зґвалтувань і близько 70 % зґвалтувань, скоєних за допомогою наркотиків або з використанням недієздатного стану, були скоєні знайомими (Kilpatrick та ін., 2007 р.).

### Зразки спільнот
Національний центр дослідження та лікування жертв злочинів порівняв рівень зґвалтувань серед студентів коледжу та жінок із громади (Kilpatrick та ін. 2007). Дослідження показало, що порівняно зі студентами коледжу жінки в загальній популяції мали більший рівень зґвалтувань протягом життя (18 % проти 12 %) і насильницьких зґвалтувань протягом життя (15 % проти 6 %). Національне опитування інтимних партнерів і сексуального насильства, проведене Центрами контролю за захворюваннями (CDC), виявило, що 41 % жінок, які мали досвід зґвалтування протягом життя, зазнали нападу з боку знайомого, а більше половини (51 %) були зґвалтовані теперішнім або попереднім статевим партнером (Black et al. 2011). Серед зґвалтувань, які були скоєні під впливом алкоголю або інших наркотичних речовин, так що жертва не могла закінчити статевий акт, практично всі випадки (93 %) були скоєні знайомим або інтимним партнером. В опитуванні також брали участь респонденти-чоловіки. Хоча загальна поширеність зґвалтувань протягом життя була нижчою серед чоловіків, ніж серед жінок (1 з 71, або 1,4 %, чоловіків проти 1 з 5, або 18 %, жінок), так само половина зґвалтувань чоловіків була скоєна знайомими (52 %) і 15,1 % — незнайомими особами. Як правило, виконавцями зґвалтувань були інші чоловіки.

## Мотивації
Зґвалтування знайомими — це широка категорія, тому мотивація ґвалтівників-знайомців може бути різною. Однак дослідники стверджують, що знайомі ґвалтівники зазвичай мають спільні риси: здатність отримувати задоволення від сексу навіть з тими, хто перебуває у стані алкогольного сп'яніння, плаче, благає, чинить опір, блює та/або втрачає свідомість, а також перебільшене почуття власної гідності та відсутність почуття провини, докорів сумління, емпатії та співчуття до інших людей. Дослідники стверджують, що основною мотивацією ґвалтівників-знайомців є сексуальне задоволення, і що вони схильні розглядати свої дії як спокушання, а не зґвалтування.
Дослідження 15 американських ґвалтівників, які належали до вищого середнього класу, показало, що багато з них описували своїх батьків як фізично та емоційно далеких, висловлювали ворожість до жінок і бажання домінувати над ними, а також дотримувалися гіпермаскулінних поглядів. Один дослідник припустив, що чоловіки, які мають здорові стосунки зі своїми батьками, можуть мати меншу потребу в протиставленні себе жінкам і бути менш схильними до «гіпермаскулінних проявів чоловічої переваги».
Дослідники кажуть, що групове зґвалтування мотивується бажанням похизуватися, бути частиною групи або страхом бути остракізмом з боку інших чоловіків чи хлопців, якщо вони не беруть участі. Дослідники кажуть, що зґвалтування у шлюбі — це не секс, а контроль, влада, насильство та приниження.

## Ефекти
Переважна більшість жертв зґвалтувань не отримують фізичних ушкоджень, окрім самого проникнення. Всупереч поширеній думці, зґвалтування незнайомцем рідше призводить до фізичних ушкоджень, ніж зґвалтування знайомим, особливо зґвалтуванням теперішнім або колишнім статевим партнером: 24 % жінок, зґвалтованих незнайомцем, отримують фізичні ушкодження на додаток до проникнення, порівняно з 40-50 % жінок, зґвалтованих теперішнім або колишнім партнером.

## Звітність
Обставини зґвалтування та стосунки між жертвою та ґвалтівником не змінюють юридичного визначення зґвалтування. Хоча зґвалтування за знайомством добре представлені серед зґвалтувань, про які повідомляють органам влади, опитування показують, що про них набагато частіше, ніж про зґвалтування незнайомцями, не повідомляють у правоохоронні органи. Одне американське дослідження показало, що менше 2 % жертв зґвалтувань, скоєних знайомими, звернулися до поліції, порівняно з 21 % тих, кого зґвалтував незнайомець.
Випадки за участю знайомих, які не відображені в кримінальній статистиці, отримали назву «приховані зґвалтування» (Koss et al. 1988). Наприклад, одне національне опитування студенток коледжу показало, що 29 % зґвалтувань незнайомцями проти 3 % зґвалтувань знайомими були заявлені в поліцію. Серед жінок, які проживають у місцевих громадах, результати схожі: 34 % зґвалтувань незнайомцями і 13 % зґвалтувань знайомими (Kilpatrick та ін., 2007). Серед причин, чому про зґвалтування, скоєні знайомими, не повідомляють, є те, що жертви не ідентифікують себе як жертви зґвалтування. Неусвідомлення або небажання вважати зґвалтуванням досвід, пов'язаний із застосуванням сили або проникненням під впливом алкоголю/наркотиків, коли жертва була нездатна дати згоду, називається невизнаним зґвалтуванням. Це загальновизнаний висновок, про який вперше повідомили наприкінці 1980-х років (Koss та ін., 1988), повторили на початку 2000-х років (Fisher та ін., 2003) і нещодавно повторили Kilpatrick та ін., 2007. Невизнані зґвалтування частіше трапляються серед студенток, зґвалтованих знайомими (23 %), порівняно з незнайомцями (55 %). Серед місцевих жінок ті, хто визнає інцидент зґвалтуванням, частіше повідомляють про нього, ніж ті, хто не визнає (21 % проти 6 %). Жінки, які вживали алкоголь або наркотики під час зґвалтування, менш схильні повідомляти про це владі (Kilpatrick та ін., 2007; Fisher та ін., 2003). Інші причини, через які жертви зґвалтувань, зґвалтовані відомим злочинцем, можуть бути менш схильні повідомляти про зґвалтування, — це почуття сорому, самозвинувачення у зґвалтуванні, страх, що їм не повірять, небажання викликати суперечки в соціальних або сімейних колах, а також небажання, щоб їхні знайомі потрапили в біду (Kilpatrick та ін., 2007). Всі ці почуття заохочуються традиційними міфами про зґвалтування, які зберігають стереотип про те, що зґвалтування знайомих не є «справжніми» зґвалтуваннями (Estrich, 1987).

### Цитування
1. 1 2  Chancellor, Arthur S. (2012). Investigating Sexual Assault Cases (Jones & Bartlett Learning Guides to Law Enforcement Investigation). Jones & Bartlett Learning. с. 167. ISBN 978-1449648695.
2. 1 2  Wiehe, Vernon R. (1995). Intimate Betrayal: Understanding and Responding to the Trauma of Acquaintance Rape. SAGE Publications. с. 3—4, 30. ISBN 978-0803973619.
3. ↑  Samaha, Joel (2010). Criminal Law. Cengage. с. 328. ISBN 9780495807490.
4. ↑  Parrot, Andrea (1998). Coping With Date Rape and Acquaintance Rape. Rosen Publishing Group. с. 30. ISBN 978-0823928613.
5. ↑  Kaminker, Laura (2002). Everything You Need to Know About Dealing With Sexual Assault. Rosen Pub Group. с. 16—17. ISBN 978-0823933037.
6. ↑  Siegel, Larry J. (2011). Criminology. Cengage Learning. с. 341. ISBN 9780495912460.
7. 1 2  Simon, Robert (2008). Bad Men Do what Good Men Dream: A Forensic Psychiatrist Illuminates the Darker Side of Human Behavior. American Psychiatric Publishing, Inc. с. 59. ISBN 9781585622948.
8. ↑  Diana E. H. Russell (1990). Rape in marriage. Bloomington : Indiana University Press. ISBN 9780026061902. For example, he refers to wife rape as involving "acts of a less egregious kind' -- less egregious presumably than stranger and acquaintance rape
9. 1 2  Reeves Sanday, Peggy (1997). A Woman Scorned: Acquaintance Rape on Trial. University of California Press. с. 186—194. ISBN 978-0520210929.
10. 1 2  Finley, Laura (2018). Acquaintance rape. У Smith, Merril D. (ред.). Encyclopedia of Rape and Sexual Violence, Volume 1. ABC-CLIO. с. 1. ISBN 978-1-44-084489-8.
11. ↑  van Dijk, Jan (2007). Criminal Victimisation in International Perspective: Key findings from the 2004-2005 ICVS and EU ICS (PDF). с. 77—79. ISBN 978-90-5454-965-9. Процитовано 13 червня 2014. {{cite book}}: Проігноровано |journal= (довідка)
12. ↑  Lovett, Jo (2009). Different systems, similar outcomes? Tracking attrition in reported rape cases across Europe. ISBN 978-0-9544803-9-4. Процитовано 13 червня 2014. {{cite book}}: Проігноровано |journal= (довідка)
13. 1 2  Eriksson, Maria (2011). Defining Rape: Emerging Obligations for States under International Law? (The Raoul Wallenberg Institute Human Rights Library). Martinus Nijhoff. с. 157—158, 166. ISBN 978-9004202634.
14. ↑  Kuersten, Ashlyn K. (2003). Women and the Law: Leaders, Cases, and Documents. ABC-CLIO. с. 143—144. ISBN 978-0874368789.
15. ↑  Violence Against Women in South Africa: State Responses to Domestic Violence and Rape. Human Rights Watch. 1995. с. 53. ISBN 978-1564321626.
16. ↑  Kumbhare, Arun R. (2009). Women of India: Their Status Since the Vedic Times. iUniverse. с. 136. ISBN 978-1440156007.
17. ↑  WHO Multi-country Study on Women's Health and Domestic Violence against Women: Initial results on prevalence, health outcomes and women's responses (PDF). World Health Organization. 2005. Процитовано 13 червня 2014.
18. 1 2 3 4  Nardos, Rahel (2003). Overcoming Violence against Women and Girls: The International Campaign to Eradicate a Worldwide Problem. Rowman & Littlefield Publishers. с. 75—76. ISBN 978-0742525009.
19. ↑  Punishing the Victim: Rape and Mistreatment of Asian Maids in Kuwait (PDF). Middle East Watch Women's Rights Project (Human Rights Watch) Vol. 4 Issue 8. August 1992. Процитовано 13 червня 2014.
20. ↑  "As If I Am Not Human": Abuses Against Asian Domestic Workers in Saudi Arabia. Human Rights Watch. 2008. с. 68—71. ISBN 978-1564323514.
21. ↑  Swept Under the Rug: Abuses Against Domestic Workers Around the World (PDF). Human Rights Watch. 18 (7). July 2006. Архів оригіналу (PDF) за 12 жовтня 2007. Процитовано 13 червня 2014.
22. ↑  Black, M.C.; Basile, K.C.; Breiding, M.J.; Smith, S.G.; Walters, M.L.; Merrick, M.T.; Chen, J.; Stevens, M.R. (2011). The National Intimate Partner and Sexual Violence Survey (NISVS): 2010 Summary Report (PDF). Atlanta, GA: National Center for Injury Prevention and Control, Centers for Disease Control and Prevention.
23. ↑  Clay-Warner, Jody (2013). Confronting Rape and Sexual Assault (The Worlds of Women Series). Rowman & Littlefield Publishers. с. 150—159. ISBN 978-0842025997.
24. ↑  Benedict, Helen (1994). Recovery: How to Survive Sexual Assault for Women, Men, Teenagers and their Families. Columbia University Press. с. 8. ISBN 978-0231096751.
25. ↑  Flowers, R. Barri (2000). Domestic Crimes, Family Violence and Child Abuse: A Study of Contemporary American Society. McFarland & Company. с. 85. ISBN 978-0786408238.